# Dirección General de Relaciones con las Cortes
La Dirección General de Relaciones con las Cortes (DGRC) de España es el órgano directivo del Ministerio de la Presidencia, Justicia y Relaciones con las Cortes, adscrito a la Secretaría de Estado de Relaciones con las Cortes y Asuntos Constitucionales, responsable de la información, coordinación y asistencia al Gobierno en sus relaciones con las Cortes Generales y de otorgar apoyo y asistencia al Secretario de Estado en las reuniones de la Junta de Portavoces de las Cámaras, así como su sustitución cuando fuera preciso.

## Historia
La Dirección General fue creada por Real Decreto de 25 de septiembre de 1986 y se integraba en el Ministerio de Relaciones con las Cortes y de la Secretaría del Gobierno. Este nuevo órgano directivo asumía las competencias de las direcciones generales de Relaciones con el Congreso de los Diputados y de Relaciones con el Senado, salvo en lo relativo al estudio y tramitación de las interpelaciones, preguntas, proposiciones no de ley y otras actuaciones de control parlamentario que eran asumidas por la Dirección General de Seguimiento de Iniciativas Parlamentarias.
Con la reforma de 1987 la Dirección General se estructuró en dos subdirecciones generales, cada una competente sobre una de las Cámaras. En 1993, esta área fue de nuevo dividida en dos direcciones generales, una para cada Cámara, y pasaban a depender de la Secretaría General de Relaciones con las Cortes.
Esta división apenas duró unos años hasta que, en 1996, el nuevo Gobierno recuperó el órgano y lo estructuró mediante cuatro subdirecciones generales: de Coordinación Legislativa, de Iniciativas Parlamentarias, de Control Escrito y de Documentación e Información.
Esta estructura se ha mantenido prácticamente intacta desde entonces, salvo por el periodo entre 2008 y 2010, en la que se creó una nueva subdirección enfocada en el seguimiento de aquellas iniciativas legislativas que afectaran a los Presupuestos Generales del Estado o que tuvieran alguna repercusión económica. Esta subdirección fue suprimida en septiembre de 2010, con el objetivo de reducir gasto público.
Como se ha dicho, tras esta supresión se volvió a la estructura establecida en 1996, con la única salvedad de los cambios de denominación de la Subdirección General de Documentación e Información, que entre 2012 y 2020 se denominó Subdirección General de Propuestas Normativas y Documentación Parlamentaria y, desde entonces, Subdirección General de Documentación Parlamentaria. Precisamente, esta subdirección asumió en 2024 las responsabildiades sobre la promoción y fomento de los derechos humanos que hasta entonces ejercía la Dirección General de Cooperación Jurídica Internacional.

## Estructura
Además de las funciones mencionadas, a través de sus órganos subordinados ejerce las siguientes competencias:
- La Subdirección General de Coordinación Legislativa, que ejerce las competencias de estudio, seguimiento y coordinación en las cámaras legislativas del programa legislativo del Gobierno, de los proyectos de ley, de los tratados y convenios internacionales y de las proposiciones de ley, y de los estudios, trabajos de documentación y actuaciones preparatorias relacionados con la toma en consideración de las proposiciones de ley.
- La Subdirección General de Iniciativas Parlamentarias, órgano al que le compete los estudios, trabajos de documentación y actuaciones preparatorias relacionados con la tramitación de las proposiciones no de ley y las mociones presentadas ante el Congreso de los Diputados y ante el Senado, y la evaluación, informe y asistencia al Gobierno y a los distintos ministerios sobre las iniciativas parlamentarias.
- La Subdirección General de Control Escrito, encargada de la obtención de la información necesaria en relación con las preguntas con respuesta escrita, solicitud de informes y peticiones de particulares, y su traslado a las Cámaras.
- La Subdirección General de Documentación Parlamentaria, responsable del seguimiento de los compromisos adquiridos por el Gobierno ante el Congreso de los Diputados y ante el Senado; de la gestión y tratamiento de toda la documentación de carácter parlamentario necesaria para el cumplimiento de las funciones de la Secretaría de Estado de Relaciones con las Cortes y Asuntos Constitucionales, y del apoyo y asistencia al secretario de Estado en la coordinación administrativa del Gobierno en sus relaciones con las Cortes Generales y, especialmente, en la coordinación de las asesorías parlamentarias de los diferentes gabinetes ministeriales. Asimismo, es responsable de la promoción de los derechos humanos, conjuntamente con la Secretaría de Estado de Justicia, mediante actuaciones de sensibilización, comunicación y formación, así como la coordinación, el seguimiento y la evaluación del Plan de Derechos Humanos vigente.

## Directores generales
Desde su creación en 1986, ha tenido los siguientes titulares:
- María Soledad Mestre García (1986-1988)
- Jesús Rubí Navarrete (1988-1993)
- Francesc Vendrell Bayona (1996-1999)
- María Esther García Romero-Nieva (1999-2000)
- Francisco Marhuenda García (2000-2001)
- María Luisa Cano de Santayana Ortega (2001-2004)
- José Luis de Francisco Herrero (2004-2009)
- Elena García Guitián (2009-2012)
- Ignacio Carbajal Iranzo (2012-2018)
- Mercedes Cabrera Orejas (2018-2023)[7]
- Luis Guillermo Tapia Martínez (2023-)[8]